# 749
Cette page concerne l'année 749  du calendrier julien. Pour l'année 749 av. J.-C., voir 749 av. J.-C.
L'année 749 est une année commune qui commence un mercredi.

## Événements
- 18 janvier : tremblement de terre majeur dans le nord de la vallée du Jourdain et autour du lac de Tibériade. Beth Shean, Pella, Gadara, Abila, Hippos, Tibériade, Kursi et Capharnaüm subissent d’importants dommages[1].

- Juin : Ratchis abdique et se retire au Mont-Cassin. Son frère Aistolf, est élu roi des Lombards en juillet. Les Lombards reprennent leur politique conquérante[2].
- Juillet : ambassade du Kapiça en Chine[3]. Le radjah du Cachemire et le chah du Kapiça (Kaboul) demandent l’alliance de la Chine[4].
- 19 août : abdication de l'empereur Shōmu[5]. Kōken, sa fille, devient impératrice du Japon.
- 28 novembre : Abû al-Abbas est proclamé calife à Kufa[6].

- La révolte du prophète persan Bihafarid au Khorassan est écrasée par Abu Muslim. Bihafarid est pendu[7]. Ses partisans rejoignent le mouvement de Ustadh Sis (767).
- Le roi du Tokharestan (Balkh) demande de l’aide aux Chinois contre les Tibétains. Gao Xianzhi (en) franchit de nouveau le Pamir (750) pour rétablir l’ordre[8].

- Famine en Espagne[9] (749-750). Émigration de chrétiens espagnols vers les Pyrénées et le Languedoc[10].
- Gorazd devient duc de Carantanie (749-751)[11].

## Décès en 749
- 5 décembre : Jean Damascène, défenseur des icônes.